# 吉申
51°18′17″N 24°46′34″E / 51.30472°N 24.77611°E
吉申（烏克蘭語：Гішин），是烏克蘭的村落，位於該國西部沃倫州，由科韋利區負責管轄，面積1.51平方公里，海拔高度166米，2001年人口380，人口密度每平方公里251.66人。